# Leucyzm
Leucyzm – choroba charakteryzująca się częściowym lub całkowitym brakiem obydwu rodzajów melaniny. W przypadku ptaków osobniki leucystyczne można pomylić z osobnikami dotkniętymi siwieniem (ang. progressive greying). Siwienie występuje jednak tylko u ptaków dorosłych (leucyzm jest wrodzony i można go zaobserwować także u piskląt), a niedobory barwnika są nieregularnie rozmieszczone; u osobników leucystycznych wzór jest symetryczny.

## Galeria

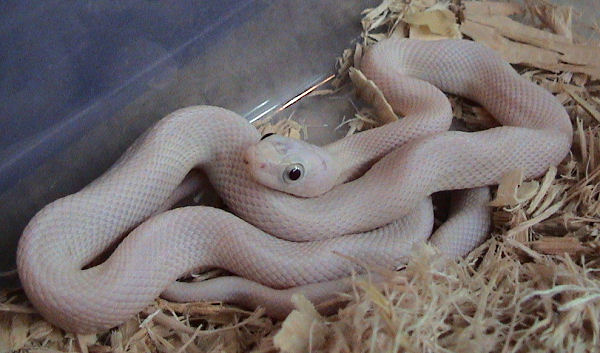
Leucystyczny teksaski wąż smugowy (Elaphe obsoleta)
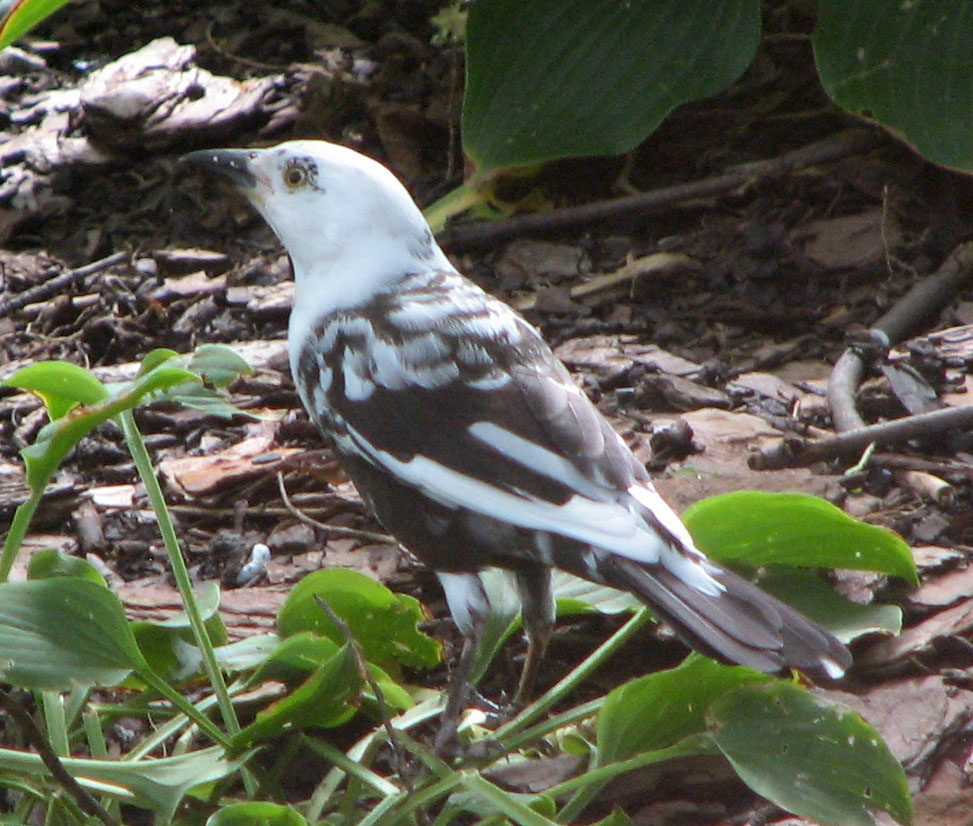
Leucystyczny wilgowron mniejszy (Quiscalus quiscula)
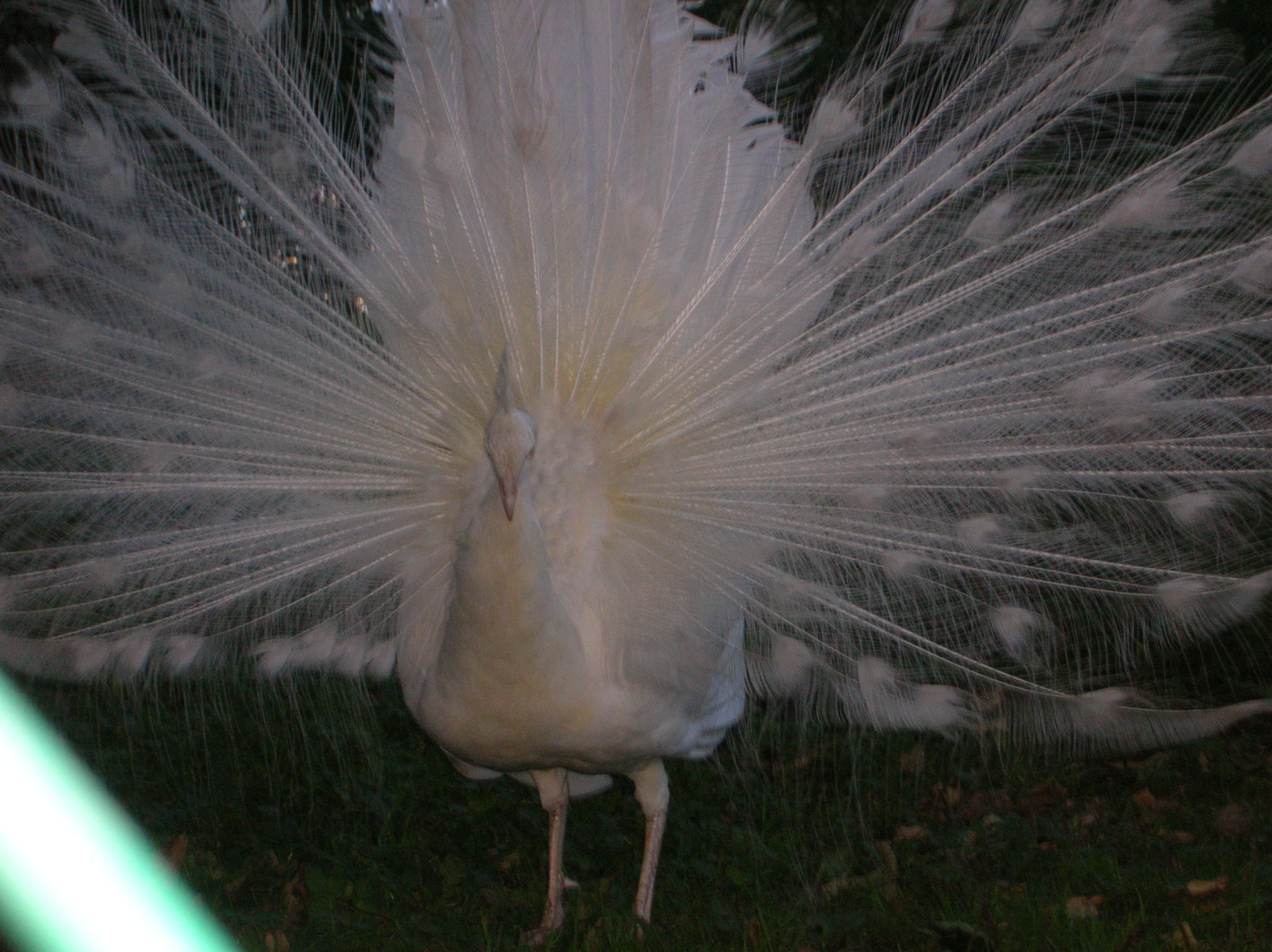
Leucystyczny paw indyjski (Pavo cristatus)
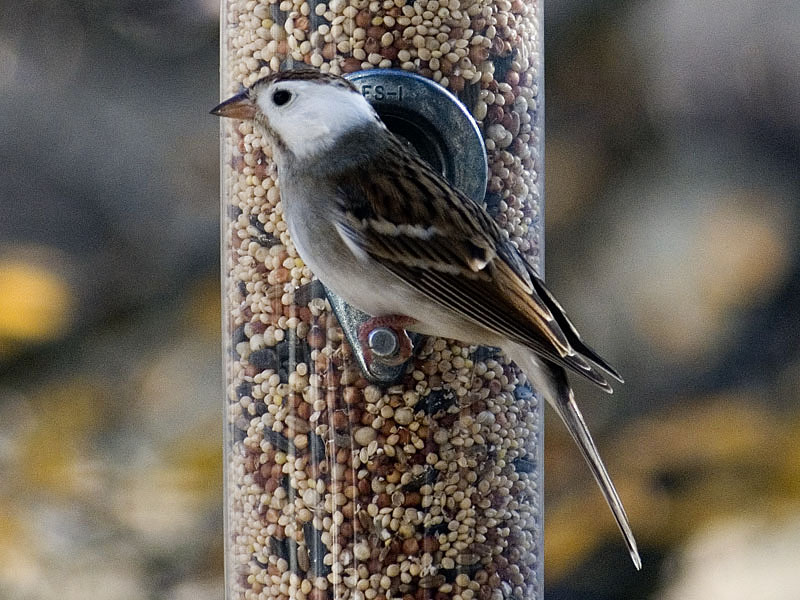
Leucystyczna spizela białobrewa (Spizella passerina)
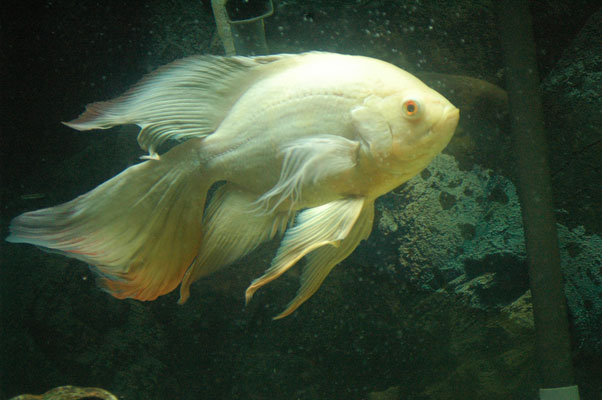
Leucystyczna pielęgnica pawiooka (Astronotus ocellatus).
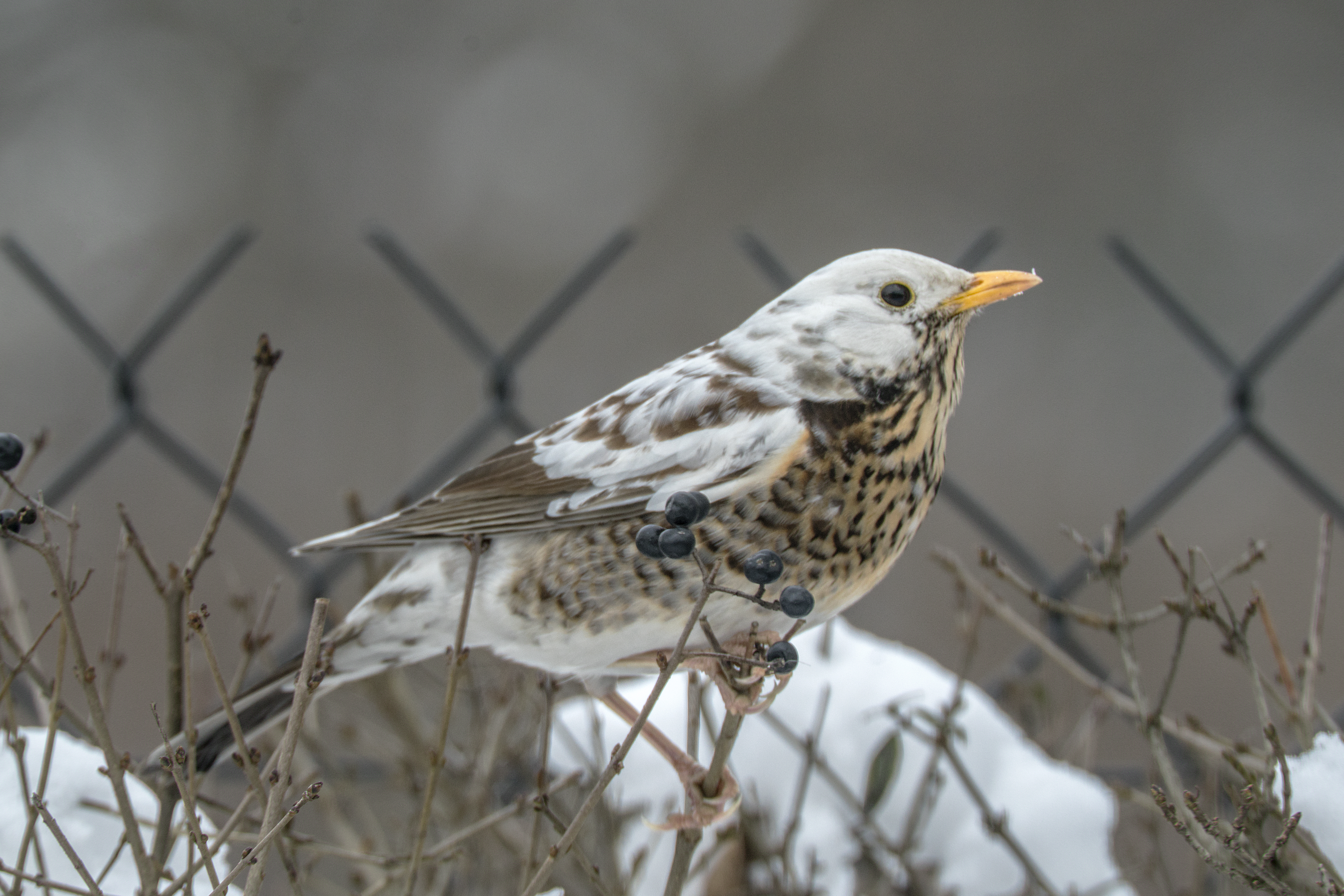
Leucystyczny Kwiczoł (Turdus pilaris), Łódź (Polska)